# 시바스 리갈
시바스 리갈(Chivas Regal)은 시바스 브라더스(Chivas Brothers) 사가 제조 판매 중인 중저가 스카치 위스키이다. 시바스 브라더스 사는 1801년 스코틀랜드 애버딘에서 창립하였다. 현재 시바스 브랜드는 프랑스의 페르노리카(Pernod Ricard)가 소유하고 있다. 주정(sprit) 제조는 스코틀랜드 스파이사이드에 위치한 스트라시슬라 증류소에서 이루어지고 있다. 12년(12 Year Old), 18년(18 Year Old), 25년(25 year Old)의 세 종류가 판매되고 있다.
세계적으로 유명한 스카치 위스키 브랜드로 인정받고 있다.

## 시바스 리갈 위스키
시바스 리갈 위스키는 블렌디드 위스키이며, 하우스 스타일의 독특한 향과 맛을 갖고 있다.
- 시바스 리갈 12년: 최저 12년 간 숙성된 위스키들을 섞은 것이다. 달콤한 향과 맛을 가진 부드러운 위스키이다.
- 시바스 리갈 골드 시그너쳐 18년(Chivas Regal Gold Signature 18 Year Old): 최저 18년 간 숙성된 위스키들을 섞은 것이다. 초콜릿 및 오렌지 향, 감귤 향, 과일 향이 나며, 끝에는 셰리주(남부 스페인 원산의 백포도주) 맛이 난다.[3]
- 시바스 리갈 25년: 최저 25년간 숙성된 위스키들을 섞은 것이다. 살구 맛 및 복숭아 맛이 난다. 소량만 생산된다.[4]